# El dúo de la historia - Volume I
El dúo de la historia - Volume I es un álbum recopilatorio de Wisin & Yandel. Distribuido y lanzado a la venta por Fresh Production. El álbum cuenta con temas clásicos de Wisin & Yandel y algunas pistas adicionales. 

## Detalles del álbum
El álbum no es parte de la discografía oficial del dúo, aunque Wisin y Yandel hicieron las negociaciones con Amazon.com, para vender su CD "El Dúo De La Historia" que salió al mercado según dicha página, el 9 de junio de 2010 por la disquera "Sony International", Tiene 14 canciones. Los artistas invitados son: Divino, Baby Ranks, Kaltri, Wibal & Alex.

## Lista de canciones
1. "Intro"
2. "La Mata"
3. "Me Vuelve Loco"
4. "Gata"
5. "Mírala" (con Divino & Baby Ranks)
6. "Yo Te Vi"
7. "Fua"
8. "Hoy Estoy Aquí"
9. "A Lo Loco"
10. "No Se"
11. "Entrégate" (de Wibal & Alex)
12. "Dale Mai" (de Kaltri)
13. "Matando La Liga" (de Wibal & Alex)
14. "No Ha Sido Fácil" (de Kaltri)

- Datos: Q978554